# Azogues (kanton)
Azogues – kanton w Ekwadorze, w prowincji Cañar. Stolicą kantonu jest Azogues.